# Bukadaban Feng
Bukadaban Feng är en bergstopp i Kina. Den ligger i den västra delen av landet, 2 300 km väster om huvudstaden Peking. Toppen på Bukadaban Feng är 5 015 meter över havet.
Terrängen runt Bukadaban Feng är platt åt nordost, men åt sydväst är den kuperad.  Trakten runt Bukadaban Feng är nära nog obefolkad, med mindre än två invånare per kvadratkilometer. Det finns inga samhällen i närheten. Trakten runt Bukadaban Feng är ofruktbar med lite eller ingen växtlighet.